# FK Makedonija GP Skopje
Maillots
Actualités
Le Fudbalski Klub Makedonija Ǵorče Petrov Skopje (en macédonien : фудбалски клуб Македонија Ѓорче Петров Скопје), plus couramment abrégé en Makedonija GP Skopje, est un club macédonien de football fondé en 1932 et basé à Skopje, la capitale du pays.

## Historique
- 1932 : fondation du club
- 1998 : première participation du club à une coupe d'Europe (Coupe Intertoto)
- 2009 : le club remporte son premier titre de champion de Macédoine du Nord

## Bilan sportif

### Palmarès
| \| - Championnat de Macédoine du Nord (1) : - Champion : 2008-09. - Vice-champion : 2005-06. - Coupe de Macédoine du Nord (3) : - Vainqueur : 2005-06, 2021-22 et 2022-23. - Finaliste : 2008-09 et 2018-19. \| \| - Championnat de Macédoine du Nord D2 (3) : - Champion : 1994-95, 2012-13 et 2017-18. - Vice-champion : 2015-16. \| |  | |
| - Championnat de Macédoine du Nord (1) : - Champion : 2008-09. - Vice-champion : 2005-06. - Coupe de Macédoine du Nord (3) : - Vainqueur : 2005-06, 2021-22 et 2022-23. - Finaliste : 2008-09 et 2018-19. |  | - Championnat de Macédoine du Nord D2 (3) : - Champion : 1994-95, 2012-13 et 2017-18. - Vice-champion : 2015-16. |

### Bilan européen
Note : dans les résultats ci-dessous, le score du club est toujours donné en premier
| Saison    | Compétition             | Tour            | Club               | Domicile | Extérieur | Total |
| --------- | ----------------------- | --------------- | ------------------ | -------- | --------- | ----- |
| 1998      | Coupe Intertoto         | Premier tour    | Olimpija Ljubljana | 4 - 2    | 1 - 1     | 5 - 3 |
| 1998      | Coupe Intertoto         | Deuxième tour   | SC Bastia          | 1 - 0    | 0 - 7     | 1 - 7 |
| 2006-2007 | Coupe UEFA              | Premier tour Q  | Lokomotiv Sofia    | 1 - 1    | 0 - 2     | 1 - 3 |
| 2007      | Coupe Intertoto         | Premier tour    | Ethnikos Achnas    | 2 - 0    | 0 - 1     | 2 - 1 |
| 2007      | Coupe Intertoto         | Deuxième tour   | Tcherno More Varna | 0 - 4    | 0 - 3     | 0 - 7 |
| 2009-2010 | Ligue des champions     | Deuxième tour Q | BATE Borisov       | 0 - 2    | 0 - 2     | 0 - 4 |
| 2019-2020 | Ligue Europa            | Premier tour Q  | Alashkert FC       | 0 - 3    | 1 - 3     | 1 - 6 |
| 2022-2023 | Ligue Europa Conférence | Deuxième tour Q | CSKA Sofia         | 0 - 0    | 0 - 4     | 0 - 4 |
| 2023-2024 | Ligue Europa Conférence | Premier tour Q  | FK RFS             | 0 - 1    | 1 - 4     | 1 - 5 |

Légende
- Victoire ou qualification pour le tour suivant
- Match nul
- Défaite ou élimination de la compétition

## Personnalités du club

### Présidents
- Ljupčo Kopčarevski
- Ljupčo Matevski

### Entraîneurs
| - Zoran Stratev (1991 - 1995) - Kiril Dojčinovski (1999) - Slobodan Goračinov (1999) - Vujadin Stanojković (2000) - Zoran Tanevski (2001) - Baze Lazarevski (2001) - Dobre Dimovski (2001) - Ane Andovski (2002) - Perica Gruevski (2005 - 9 février 2006) - Radmilo Ivančević (10 février 2006 - 25 août 2007) - Zoran Stratev (2007) - Robert Stojanovski (26 août 2007 - 10 novembre 2007) - Ilčo Gjorgioski (11 novembre 2007 - 2010) | - Ljupčo Matevski (2012) - Vasko Bozhinovski (2012) - Bobi Stojkoski (2012 - 2013) - Borce Hristov (1er juillet 2013 - 5 août 2013) - Gjorgji Todorovski (8 août 2013 - 3 mars 2014) - Marjan Sekulovski (4 mars 2014 - 5 mai 2014) - Jovica Knežević (1er juillet 2015 - 30 juin 2016) - Bobi Stojkoski (8 avril 2016 - 20 août 2016) - Jovica Knežević (1er janvier 2016 - 15 juin 2018) - Aleksandar Tanevski (1er juillet 2018 - 11 novembre 2019) - Naci Şensoy (20 novembre 2019 - 11 mars 2020) - Zikica Tasevski (12 mars 2020 - ) |

## Historique du logo

Ancien logo.
Logo actuel.